# Bataillons islamiques al-Safwah
Les Bataillons islamiques al-Safwah (Kataeb al-Safwah al-Islamiyah) sont un groupe rebelle de la guerre civile syrienne fondé en 2013.

## Histoire

### Fondation
Les bataillons islamiques al-Safwah sont fondés le 18 janvier 2013. Ils sont initialement intégrés au Liwa al-Tawhid mais deviennent indépendants après la dissolution du groupe en 2014.

### Affiliations
Le groupe est affilié à l'Armée syrienne libre. 
En 2014, il intègre la Chambre d'opérations de Marea ; en 2015, la chambre d'opérations Fatah Halab, active à Alep, ; puis en 2016, la Chambre d'opérations Hawar Kilis,.
Fin 2017, le groupe intègre l'Armée nationale syrienne.

## Organisation
Le commandant en chef du groupe est Ghassan Najjar et son chef militaire est Zaki Lawlah. Fin 2016, ses effectifs sont estimés à 550 hommes.

## Actions et zones d'opérations
Les Bataillons islamiques al-Safwah sont basés principalement à Alep et sa région. Ils prennent donc principalement part à la bataille d'Alep.  Fin 2016 et début 2017, ils participent à l'Opération Bouclier de l'Euphrate et à la bataille d'al-Bab,. En mars 2017, ils sont engagés dans l'offensive de Hama.